# Theodore B. Werner
Theodore B. Werner (ur. 2 czerwca 1892 w Ossian, Iowa, zm. 24 czerwca 1989 w Rapid City, Dakota Południowa) – amerykański polityk związany z Partią Demokratyczną.
W latach 1933–1937 przez dwie dwuletnie kadencje Kongresu Stanów Zjednoczonych był przedstawicielem drugiego okręgu wyborczego w stanie Dakota Południowa w Izbie Reprezentantów Stanów Zjednoczonych.